# 舒弘志
舒弘志（1568年—1595年），字孺立，号心矩。廣西全州人，祖籍廣西賓陽，明朝政治人物。

## 生平
舒弘志自幼聪颖，过目成诵，人称神童。万历十三年（1585年）乙酉科廣西鄉試第六名，萬曆十四年（1586年）丙戌科會試一百六十九名，登一甲第三名。任翰林院編修。万历二十三年（1595年），不久病逝。有《学始于不欺暗室说》、《真正英雄从战战兢兢来论》、《淡泊宁静说》等文章传世。

## 家族
曾祖舒文奎，曾任知縣，祀學正名宦贈浙江左布政使；祖父舒烈，曾任庠生，累封浙江左布政使；父舒應龍，壬戌進士，都察院右副都御史巡撫貴州兼督湖北川東軍務。母蔣氏（累封夫人）。弟弘忠、弘惠、弘恩、弘悳、弘忎。